# Pont-écluse

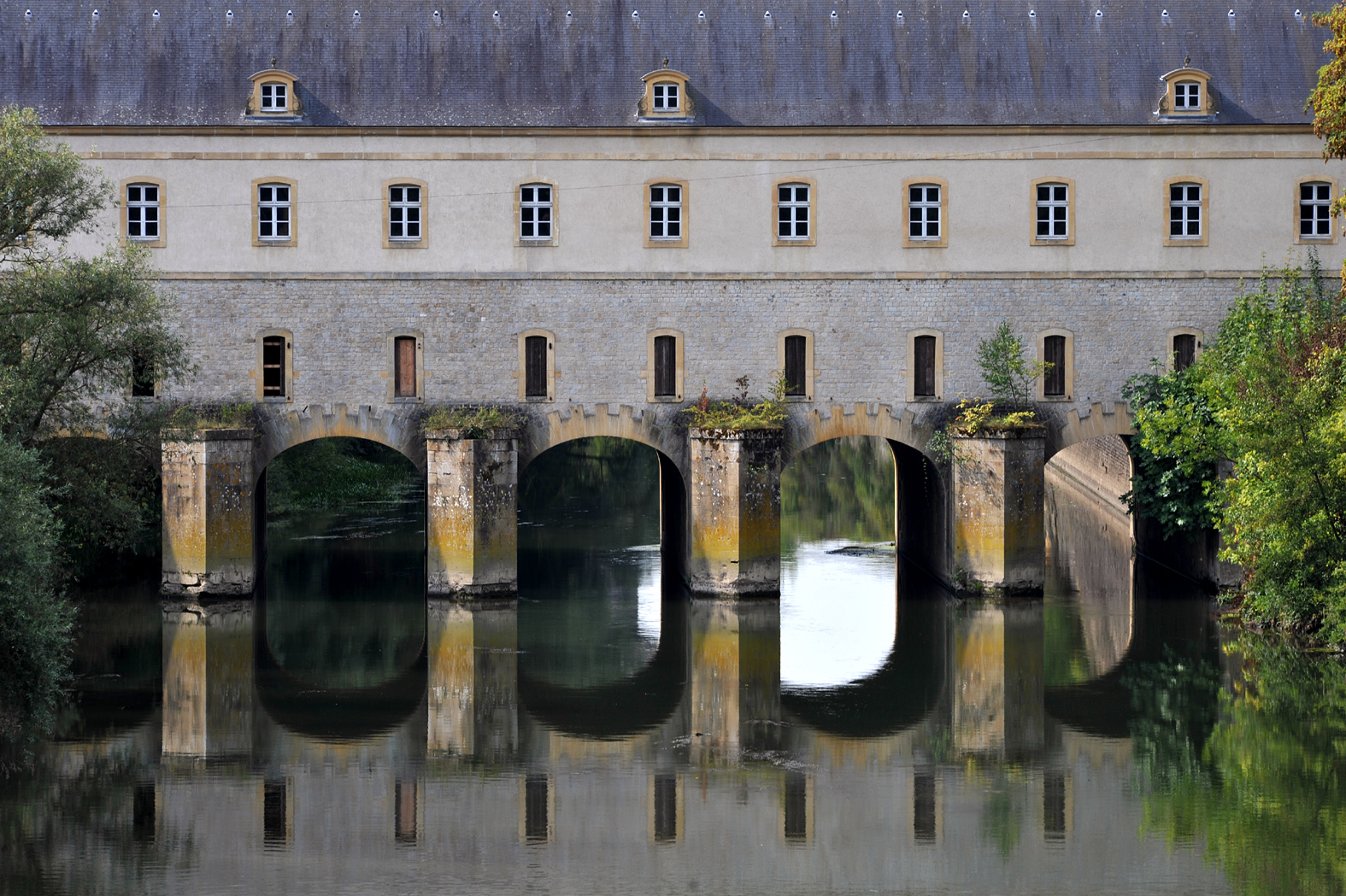
Pont de Cormontaigne ou Pont-écluse Sud, un de deux ponts historiques sur le canal des fortifications à Thionville (Moselle, France). Architecte : Louis de Cormontaigne.

Un pont-écluse est un système défensif des fortifications destiné à inonder.

## Fonction
Les ponts-écluses ont été construits plus particulièrement par Vauban, pour mettre en pratique un nouveau système défensif : l'inondation.
Ces écluses utilisées, en temps de paix, comme porte d'eau avaient leur arches fermées par des grilles de bois en période d'hostilités. Le pont de pierre était surmonté d'un bâtiment qui commandait la manœuvre de montée et de descente des grilles et des vannes. Ces bâtiments n'occupaient qu'une partie de la largeur du pont, laissant le passage à la circulation sur l'autre partie.
Les vannes étaient faites de poutrelles de bois empilées, engagées dans des feuillures taillées dans les jouées des piles.

## Histoire
Sur trois ponts-écluses construits à Verdun entre 1680 à 1687, seul celui dit "Saint-Amand" a été préservé.
Le premier essai d'inondation fut réalisé en 1687 en présence de Louis XIV.
Ces ponts barraient les bras de la Meuse afin de provoquer l'inondation de sa vallée en cas d'attaque de la place. Vauban est l'inventeur du système qui sera repris ensuite dans d'autres places située sur le cours d'une rivière comme Metz, Strasbourg (barrage Vauban), Mayence et Thionville.

### Pont écluse de Thionville

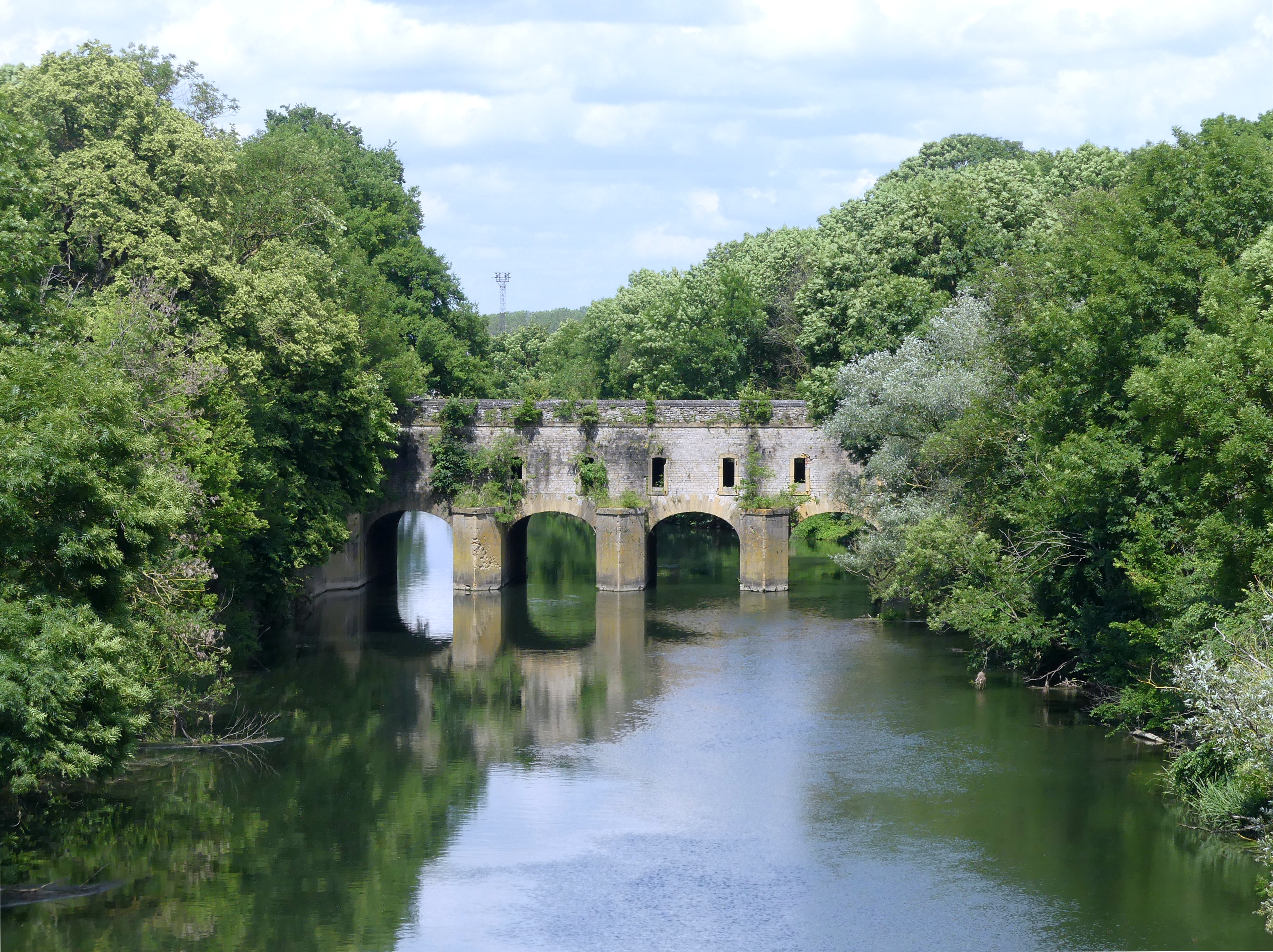
Pont-écluse Nord de Thionville en 2019.

Le canal des écluses de Thionville a été construit entre 1746 et 1752 par l'ingénieur du roi Louis de Cormontaigne, directeur des fortifications, pour dériver les eaux de la Moselle en crue. Le canal fut équipé de deux ponts-écluses fortifiés, l'un au nord, l'autre au sud.
Il ne subsiste que celui du sud, dit Pont-écluse de l'entrée des eaux également appelé Pont-écluse du Couronné d'Yutz. Celui du nord a été partiellement détruit dans les années 1960 pour permettre la circulation automobile.